# Eulepidotis penumbra
Eulepidotis penumbra är en fjärilsart som beskrevs av Dyar 1914. Eulepidotis penumbra ingår i släktet Eulepidotis och familjen nattflyn. Inga underarter finns listade i Catalogue of Life.